# Talal Al-Bloushi
Talal Hassan Ali Al-Bloushi (arab.: طلال البلوشي, ur. 22 maja 1986) – katarski piłkarz kuwejckiego pochodzenia, występujący na pozycji pomocnika w klubie Al-Sadd.

## Kariera piłkarska
Talal Al-Bloushi jest wychowankiem zespołu Al-Naser, w którym występował jako junior. Później trafił do zespołu Al-Sadd. W 2009 roku został wypożyczony do saudyjskiego zespołu Asz-Szabab Rijad. W kolejnym sezonie powrócił do drużyny Al-Sadd.
Al-Bloushi jest także wielokrotnym reprezentantem Kataru. W drużynie narodowej zadebiutował w 2006 roku. Do tej pory ma jedną bramkę na koncie. Został również powołany na Puchar Azji 2007, gdzie jego drużyna zajęła ostatnie miejsce w grupie. On sam wystąpił we wszystkich meczach tej fazy rozgrywek: z Japonią (1:1), Wietnamem (1:1), gdzie dodatkowo został ukarany żółtą kartką i Zjednoczonymi Emiratami Arabskimi (1:2).